# Copa Brasil 1984
La Copa Brasil 1984 (in italiano Coppa Brasile 1984) è stata la 14ª edizione del massimo campionato brasiliano di calcio.

## Formula
Primo turno: 40 squadre divise in 8 gruppi di 5 club ciascuno. Ogni squadra affronta in partite di andata e ritorno tutte le componenti del proprio gruppo e si qualificano al secondo turno le migliori 3 di ogni raggruppamento, mentre le quarte classificate disputano i ripescaggi.
Ripescaggi: le 8 squadre quarte classificate vengono accoppiate tra di loro per disputare una gara ad eliminazione diretta. Le 4 squadre vincitrici delle partite di ripescaggio si qualificano per il secondo turno.
Secondo turno: le 28 squadre (24 dopo il primo turno e altre 4 dopo i ripescaggi) vengono divise in 7 gruppi di 4 squadre ciascuno, che affrontano in partite di andata e ritorno tutte le componenti del proprio girone. Si qualificano al terzo turno le migliori 2 di ogni raggruppamento e la migliore tra le terze classificate.
Terzo turno: alle 15 squadre qualificate nel turno precedente si aggiunge la vincitrice della Taça de Prata. le 16 squadre vengono divise in 4 gruppi di 4 squadre ciascuno, che affrontano in partite di andata e ritorno tutte le componenti del proprio girone. Si qualificano alla fase finale le migliori 2 di ogni raggruppamento.
Quarti di finale, semifinali e finale: gare a eliminazione diretta in partita di andata e ritorno. Gioca in casa la seconda partita la squadra meglio classificata dopo i turni precedenti, in caso di parità si qualifica al turno seguente la squadra con il miglior risultato nel turno precedente.

## Partecipanti
| Squadra           | Città          | Stato               |
| ----------------- | -------------- | ------------------- |
| ABC               | Natal          | Rio Grande do Norte |
| America-RJ        | Rio de Janeiro | Rio de Janeiro      |
| Anapolina         | Campos         | Rio de Janeiro      |
| Atlético Mineiro  | Belo Horizonte | Minas Gerais        |
| Athl. Paranaense  | Curitiba       | Paraná              |
| Auto Esporte-PI   | Teresina       | Piauí               |
| Bahia             | Salvador       | Bahia               |
| Bangu             | Rio de Janeiro | Rio de Janeiro      |
| Botafogo          | Rio de Janeiro | Rio de Janeiro      |
| Brasil de Pelotas | Pelotas        | Rio Grande do Sul   |
| Brasília          | Brasilia       | Distretto Federale  |
| Catuense          | Catu           | Bahia               |
| Confiança         | Aracaju        | Sergipe             |
| Corinthians       | San Paolo      | San Paolo           |
| Coritiba          | Curitiba       | Paraná              |
| CRB               | Maceió         | Alagoas             |
| Cruzeiro          | Belo Horizonte | Minas Gerais        |
| Ferroviário-CE    | Fortaleza      | Ceará               |
| Flamengo          | Rio de Janeiro | Rio de Janeiro      |
| Fluminense        | Rio de Janeiro | Rio de Janeiro      |
| Fortaleza         | Fortaleza      | Ceará               |
| Goiás             | Goiânia        | Goiás               |
| Grêmio            | Porto Alegre   | Rio Grande do Sul   |
| Internacional     | Porto Alegre   | Rio Grande do Sul   |
| Joinville         | Joinville      | Santa Catarina      |
| Moto Club         | São Luís       | Maranhão            |
| Nacional-AM       | Manaus         | Amazonas            |
| Náutico           | Recife         | Pernambuco          |
| Operário-MS       | Campo Grande   | Mato Grosso do Sul  |
| CEOV              | Várzea Grande  | Mato Grosso         |
| Palmeiras         | San Paolo      | San Paolo           |
| Portuguesa        | Campinas       | San Paolo           |
| Rio Branco-ES     | Cariacica      | Espírito Santo      |
| San Paolo         | San Paolo      | San Paolo           |
| Santa Cruz        | Recife         | Pernambuco          |
| Santo André       | Santo André    | San Paolo           |
| Santos            | Santos         | San Paolo           |
| Treze             | Campina Grande | Paraíba             |
| Tuna Luso         | Belém          | Pará                |
| Uberlândia        | Uberlândia     | Minas Gerais        |
| Vasco da Gama     | Rio de Janeiro | Rio de Janeiro      |

## Primo turno

### Gruppo A

#### Risultati
| 1ª giornata         | 1ª giornata   | 1ª giornata       | 1ª giornata       | 1ª giornata       |
| 29 gen. 1984        | 29 gen. 1984  | 25 e 26 feb. 1984 | 25 e 26 feb. 1984 | 25 e 26 feb. 1984 |
| ------------------- | ------------- | ----------------- | ----------------- | ----------------- |
| 2-3                 | Vasco da Gama | -                 | San Paolo         | 2-3               |
| 0-0                 | Fortaleza     | -                 | Tuna Luso         | 1-2               |
| Riposa: Nacional-AM |               |                   |                   |                   |

| 2ª giornata       | 2ª giornata      | 2ª giornata      | 2ª giornata  | 2ª giornata  |
| 1º e 2 feb. 1984  | 1º e 2 feb. 1984 | 1º e 2 feb. 1984 | 29 feb. 1984 | 29 feb. 1984 |
| ----------------- | ---------------- | ---------------- | ------------ | ------------ |
| 1-1               | Nacional-AM      | -                | Tuna Luso    | 0-1          |
| 1-0               | Vasco da Gama    | -                | Fortaleza    | 1-2          |
| Riposa: San Paolo |                  |                  |              |              |

| 3ª giornata       | 3ª giornata | 3ª giornata | 3ª giornata   | 3ª giornata  |
| 5 feb. 1984       | 5 feb. 1984 |             | 15 feb. 1984  | 15 feb. 1984 |
| ----------------- | ----------- | ----------- | ------------- | ------------ |
| 0-3               | Nacional-AM | -           | Vasco da Gama | 0-3          |
| 5-0               | San Paolo   | -           | Fortaleza     | 0-1          |
| Riposa: Tuna Luso |             |             |               |              |

| 4ª giornata       | 4ª giornata | 4ª giornata       | 4ª giornata       | 4ª giornata       |
| 8 feb. 1984       | 8 feb. 1984 | 18 e 19 feb. 1984 | 18 e 19 feb. 1984 | 18 e 19 feb. 1984 |
| ----------------- | ----------- | ----------------- | ----------------- | ----------------- |
| 1-1               | Nacional-AM | -                 | San Paolo         | 1-1               |
| 1-1               | Tuna Luso   | -                 | Vasco da Gama     | 0-9               |
| Riposa: Fortaleza |             |                   |                   |                   |

| 5ª giornata           | 5ª giornata  | 5ª giornata | 5ª giornata  | 5ª giornata  |
| 11 feb. 1984          | 11 feb. 1984 |             | 22 feb. 1984 | 22 feb. 1984 |
| --------------------- | ------------ | ----------- | ------------ | ------------ |
| 3-2                   | Fortaleza    | -           | Nacional-AM  | 0-0          |
| 0-0                   | Tuna Luso    | -           | San Paolo    | 1-3          |
| Riposa: Vasco da Gama |              |             |              |              |

#### Classifica
| Pos. | Squadra       | Pt | G | V | N | P | GF | GS | DR  |
| ---- | ------------- | -- | - | - | - | - | -- | -- | --- |
| 1    | San Paolo     | 11 | 8 | 4 | 3 | 1 | 16 | 8  | +8  |
| 2    | Vasco da Gama | 9  | 8 | 4 | 1 | 3 | 20 | 9  | +11 |
| 3    | Fortaleza     | 8  | 8 | 3 | 2 | 3 | 7  | 11 | -4  |
| 4    | Tuna Luso     | 8  | 8 | 2 | 4 | 2 | 6  | 15 | -9  |
| 5    | Nacional-AM   | 4  | 8 | 0 | 4 | 4 | 5  | 11 | -6  |

#### Verdetti
- San Paolo, Vasco da Gama e Fortaleza qualificati al secondo turno.
- Tuna Luso accede ai ripescaggi.

### Gruppo B

#### Risultati
| 1ª giornata  | 1ª giornata  | 1ª giornata       | 1ª giornata       | 1ª giornata       |
| 29 gen. 1984 | 29 gen. 1984 | 15 e 22 feb. 1984 | 15 e 22 feb. 1984 | 15 e 22 feb. 1984 |
| ------------ | ------------ | ----------------- | ----------------- | ----------------- |
| 2-0          | Bahia        | -                 | Atlético-MG       | 0-6               |
| 1-0          | Bangu        | -                 | Treze             | 0-1               |
| Riposa: CRB  |              |                   |                   |                   |

| 2ª giornata         | 2ª giornata      | 2ª giornata | 2ª giornata       | 2ª giornata       |
| 1º e 2 feb. 1984    | 1º e 2 feb. 1984 |             | 15 e 19 feb. 1984 | 15 e 19 feb. 1984 |
| ------------------- | ---------------- | ----------- | ----------------- | ----------------- |
| 0-0                 | CRB              | -           | Bangu             | 0-0               |
| 1-1                 | Treze            | -           | Bahia             | 1-2               |
| Riposa: Atlético-MG |                  |             |                   |                   |

| 3ª giornata   | 3ª giornata | 3ª giornata | 3ª giornata  | 3ª giornata  |
| 5 feb. 1984   | 5 feb. 1984 |             | 29 feb. 1984 | 29 feb. 1984 |
| ------------- | ----------- | ----------- | ------------ | ------------ |
| 4-1           | Atlético-MG | -           | Treze        | 0-0          |
| 1-0           | CRB         | -           | Bahia        | 0-0          |
| Riposa: Bangu |             |             |              |              |

| 4ª giornata     | 4ª giornata     | 4ª giornata | 4ª giornata       | 4ª giornata       |
| 8 e 9 feb. 1984 | 8 e 9 feb. 1984 |             | 26 e 22 feb. 1984 | 26 e 22 feb. 1984 |
| --------------- | --------------- | ----------- | ----------------- | ----------------- |
| 2-0             | Bahia           | -           | Bangu             | 2-2               |
| 4-0             | Atlético-MG     | -           | CRB               | 2-1               |
| Riposa: Treze   |                 |             |                   |                   |

| 5ª giornata   | 5ª giornata  | 5ª giornata       | 5ª giornata       | 5ª giornata       |
| 12 feb. 1984  | 12 feb. 1984 | 19 e 26 feb. 1984 | 19 e 26 feb. 1984 | 19 e 26 feb. 1984 |
| ------------- | ------------ | ----------------- | ----------------- | ----------------- |
| 0-1           | Bangu        | -                 | Atlético-MG       | 1-1               |
| 1-2           | Treze        | -                 | CRB               | 2-1               |
| Riposa: Bahia |              |                   |                   |                   |

#### Classifica
| Pos. | Squadra          | Pt | G | V | N | P | GF | GS | DR  |
| ---- | ---------------- | -- | - | - | - | - | -- | -- | --- |
| 1    | Atlético Mineiro | 12 | 8 | 5 | 2 | 1 | 18 | 5  | +13 |
| 2    | Bahia            | 9  | 8 | 3 | 3 | 2 | 9  | 11 | -2  |
| 3    | CRB              | 7  | 8 | 2 | 3 | 3 | 5  | 9  | -4  |
| 4    | Treze            | 6  | 8 | 2 | 2 | 4 | 7  | 11 | -4  |
| 5    | Bangu            | 6  | 8 | 1 | 4 | 3 | 4  | 7  | -3  |

#### Verdetti
- Atlético Mineiro, Bahia e CRB qualificati al secondo turno.
- Treze accede ai ripescaggi.

### Gruppo C

#### Risultati
| 1ª giornata         | 1ª giornata  | 1ª giornata | 1ª giornata  | 1ª giornata  |
| 29 gen. 1984        | 29 gen. 1984 |             | 26 feb. 1984 | 26 feb. 1984 |
| ------------------- | ------------ | ----------- | ------------ | ------------ |
| 3-1                 | ABC          | -           | Confiança    | 1-0          |
| 1-1                 | Santos       | -           | Fluminense   | 1-0          |
| Riposa: Ferroviário |              |             |              |              |

| 2ª giornata      | 2ª giornata      | 2ª giornata      | 2ª giornata  | 2ª giornata  |
| 1º e 2 feb. 1984 | 1º e 2 feb. 1984 | 1º e 2 feb. 1984 | 29 feb. 1984 | 29 feb. 1984 |
| ---------------- | ---------------- | ---------------- | ------------ | ------------ |
| 0-0              | Ferroviário      | -                | Fluminense   | 0-2          |
| 0-2              | Confiança        | -                | Santos       | 0-3          |
| Riposa: ABC      |                  |                  |              |              |

| 3ª giornata        | 3ª giornata | 3ª giornata | 3ª giornata  | 3ª giornata  |
| 5 feb. 1984        | 5 feb. 1984 |             | 15 feb. 1984 | 15 feb. 1984 |
| ------------------ | ----------- | ----------- | ------------ | ------------ |
| 0-2                | ABC         | -           | Santos       | 4-1          |
| 1-0                | Ferroviário | -           | Confiança    | 1-4          |
| Riposa: Fluminense |             |             |              |              |

| 4ª giornata       | 4ª giornata     | 4ª giornata       | 4ª giornata       | 4ª giornata       |
| 8 e 9 feb. 1984   | 8 e 9 feb. 1984 | 22 e 23 feb. 1984 | 22 e 23 feb. 1984 | 22 e 23 feb. 1984 |
| ----------------- | --------------- | ----------------- | ----------------- | ----------------- |
| 1-0               | Fluminense      | -                 | ABC               | 2-1               |
| 2-0               | Santos          | -                 | Ferroviário       | 5-0               |
| Riposa: Confiança |                 |                   |                   |                   |

| 5ª giornata       | 5ª giornata       | 5ª giornata       | 5ª giornata  | 5ª giornata  |
| 11 e 12 feb. 1984 | 11 e 12 feb. 1984 | 11 e 12 feb. 1984 | 19 feb. 1984 | 19 feb. 1984 |
| ----------------- | ----------------- | ----------------- | ------------ | ------------ |
| 1-0               | Fluminense        | -                 | Confiança    | 2-0          |
| 0-3               | Ferroviário       | -                 | ABC          | 0-0          |
| Riposa: Santos    |                   |                   |              |              |

#### Classifica
| Pos. | Squadra        | Pt | G | V | N | P | GF | GS | DR  |
| ---- | -------------- | -- | - | - | - | - | -- | -- | --- |
| 1    | Santos         | 15 | 8 | 7 | 1 | 0 | 20 | 2  | +18 |
| 2    | Fluminense     | 12 | 8 | 5 | 2 | 1 | 9  | 3  | +6  |
| 3    | ABC            | 7  | 8 | 3 | 1 | 4 | 9  | 10 | -1  |
| 4    | Ferroviário-CE | 4  | 8 | 1 | 2 | 5 | 2  | 16 | -14 |
| 5    | Confiança      | 2  | 8 | 1 | 0 | 7 | 5  | 14 | -9  |

#### Verdetti
- Santos, Fluminense e ABC qualificati al secondo turno.
- Ferroviário accede ai ripescaggi.

### Gruppo D

#### Risultati
| 1ª giornata      | 1ª giornata  | 1ª giornata       | 1ª giornata       | 1ª giornata       |
| 29 gen. 1984     | 29 gen. 1984 | 19 e 23 feb. 1984 | 19 e 23 feb. 1984 | 19 e 23 feb. 1984 |
| ---------------- | ------------ | ----------------- | ----------------- | ----------------- |
| 0-1              | Catuense     | -                 | Santo André       | 1-1               |
| 2-0              | Grêmio       | -                 | Náutico           | 1-0               |
| Riposa: Coritiba |              |                   |                   |                   |

| 2ª giornata     | 2ª giornata  | 2ª giornata       | 2ª giornata       | 2ª giornata       |
| 1º feb. 1984    | 1º feb. 1984 | 15 e 22 feb. 1984 | 15 e 22 feb. 1984 | 15 e 22 feb. 1984 |
| --------------- | ------------ | ----------------- | ----------------- | ----------------- |
| 1-0             | Santo André  | -                 | Grêmio            | 4-4               |
| 4-1             | Coritiba     | -                 | Catuense          | 2-0               |
| Riposa: Náutico |              |                   |                   |                   |

| 3ª giornata         | 3ª giornata | 3ª giornata       | 3ª giornata       | 3ª giornata       |
| 5 feb. 1984         | 5 feb. 1984 | 18 e 26 feb. 1984 | 18 e 26 feb. 1984 | 18 e 26 feb. 1984 |
| ------------------- | ----------- | ----------------- | ----------------- | ----------------- |
| 3-2                 | Náutico     | -                 | Coritiba          | 2-1               |
| 3-0                 | Grêmio      | -                 | Catuense          | 2-1               |
| Riposa: Santo André |             |                   |                   |                   |

| 4ª giornata     | 4ª giornata     | 4ª giornata       | 4ª giornata       | 4ª giornata       |
| 8 e 9 feb. 1984 | 8 e 9 feb. 1984 | 26 e 15 feb. 1984 | 26 e 15 feb. 1984 | 26 e 15 feb. 1984 |
| --------------- | --------------- | ----------------- | ----------------- | ----------------- |
| 1-0             | Santo André     | -                 | Coritiba          | 2-1               |
| 1-1             | Catuense        | -                 | Náutico           | 0-2               |
| Riposa: Grêmio  |                 |                   |                   |                   |

| 5ª giornata      | 5ª giornata  | 5ª giornata | 5ª giornata  | 5ª giornata  |
| 12 feb. 1984     | 12 feb. 1984 |             | 29 feb. 1984 | 29 feb. 1984 |
| ---------------- | ------------ | ----------- | ------------ | ------------ |
| 1-3              | Coritiba     | -           | Grêmio       | 0-5          |
| 2-1              | Náutico      | -           | Santo André  | 0-1          |
| Riposa: Catuense |              |             |              |              |

#### Classifica
| Pos. | Squadra     | Pt | G | V | N | P | GF | GS | DR  |
| ---- | ----------- | -- | - | - | - | - | -- | -- | --- |
| 1    | Santo André | 12 | 8 | 5 | 2 | 1 | 12 | 8  | +4  |
| 2    | Grêmio      | 12 | 8 | 5 | 2 | 1 | 19 | 7  | +12 |
| 3    | Náutico     | 10 | 8 | 4 | 2 | 2 | 10 | 8  | +2  |
| 4    | Coritiba    | 4  | 8 | 2 | 0 | 6 | 11 | 17 | -6  |
| 5    | Catuense    | 2  | 8 | 0 | 2 | 6 | 4  | 16 | -12 |

#### Verdetti
- Santo André, Grêmio e Náutico qualificati al secondo turno.
- Coritiba accede ai ripescaggi.

### Gruppo E

#### Risultati
| 1ª giornata       | 1ª giornata       | 1ª giornata       | 1ª giornata  | 1ª giornata  |
| 28 e 29 gen. 1984 | 28 e 29 gen. 1984 | 28 e 29 gen. 1984 | 19 feb. 1984 | 19 feb. 1984 |
| ----------------- | ----------------- | ----------------- | ------------ | ------------ |
| 1-0               | Flamengo          | -                 | Palmeiras    | 1-1          |
| 0-2               | Brasília          | -                 | Operário-MS  | 2-4          |
| Riposa: Goiás     |                   |                   |              |              |

| 2ª giornata           | 2ª giornata           | 2ª giornata       | 2ª giornata       | 2ª giornata       |
| 31 gen. e 2 feb. 1984 | 31 gen. e 2 feb. 1984 | 25 e 26 feb. 1984 | 25 e 26 feb. 1984 | 25 e 26 feb. 1984 |
| --------------------- | --------------------- | ----------------- | ----------------- | ----------------- |
| 3-1                   | Palmeiras             | -                 | Goiás             | 1-0               |
| 0-2                   | Brasília              | -                 | Flamengo          | 0-3               |
| Riposa: Operário-MS   |                       |                   |                   |                   |

| 3ª giornata      | 3ª giornata | 3ª giornata | 3ª giornata  | 3ª giornata  |
| 5 feb. 1984      | 5 feb. 1984 |             | 29 feb. 1984 | 29 feb. 1984 |
| ---------------- | ----------- | ----------- | ------------ | ------------ |
| 0-0              | Goiás       | -           | Flamengo     | 2-2          |
| 1-1              | Operário-MS | -           | Palmeiras    | 2-2          |
| Riposa: Brasília |             |             |              |              |

| 4ª giornata       | 4ª giornata | 4ª giornata       | 4ª giornata       | 4ª giornata       |
| 8 feb. 1984       | 8 feb. 1984 | 15 e 16 feb. 1984 | 15 e 16 feb. 1984 | 15 e 16 feb. 1984 |
| ----------------- | ----------- | ----------------- | ----------------- | ----------------- |
| 4-1               | Goiás       | -                 | Brasília          | 2-0               |
| 3-2               | Flamengo    | -                 | Operário-MS       | 1-1               |
| Riposa: Palmeiras |             |                   |                   |                   |

| 5ª giornata      | 5ª giornata  | 5ª giornata | 5ª giornata  | 5ª giornata  |
| 12 feb. 1984     | 12 feb. 1984 |             | 22 feb. 1984 | 22 feb. 1984 |
| ---------------- | ------------ | ----------- | ------------ | ------------ |
| 2-0              | Operário-MS  | -           | Goiás        | 1-2          |
| 4-0              | Palmeiras    | -           | Brasília     | 3-1          |
| Riposa: Flamengo |              |             |              |              |

#### Classifica
| Pos. | Squadra     | Pt | G | V | N | P | GF | GS | DR  |
| ---- | ----------- | -- | - | - | - | - | -- | -- | --- |
| 1    | Flamengo    | 12 | 8 | 4 | 4 | 0 | 13 | 6  | +7  |
| 2    | Palmeiras   | 11 | 8 | 4 | 3 | 1 | 15 | 7  | +8  |
| 3    | Operário-MS | 9  | 8 | 3 | 3 | 2 | 15 | 11 | +4  |
| 4    | Goiás       | 8  | 8 | 3 | 2 | 3 | 11 | 10 | +1  |
| 5    | Brasília    | 0  | 8 | 0 | 0 | 8 | 4  | 24 | -20 |

#### Verdetti
- Flamengo, Palmeiras e Operário-MS qualificati al secondo turno.
- Goiás accede ai ripescaggi.

### Gruppo F

#### Risultati
| 1ª giornata    | 1ª giornata  | 1ª giornata       | 1ª giornata       | 1ª giornata       |
| 29 gen. 1984   | 29 gen. 1984 | 16 e 22 feb. 1984 | 16 e 22 feb. 1984 | 16 e 22 feb. 1984 |
| -------------- | ------------ | ----------------- | ----------------- | ----------------- |
| 1-2            | Cruzeiro     | -                 | América-RJ        | 1-1               |
| 1-0            | Atlético-PR  | -                 | Rio Branco-ES     | 1-3               |
| Riposa: Brasil |              |                   |                   |                   |

| 2ª giornata           | 2ª giornata  | 2ª giornata       | 2ª giornata       | 2ª giornata       |
| 1º feb. 1984          | 1º feb. 1984 | 19 e 22 feb. 1984 | 19 e 22 feb. 1984 | 19 e 22 feb. 1984 |
| --------------------- | ------------ | ----------------- | ----------------- | ----------------- |
| 1-0                   | América-RJ   | -                 | Atlético-PR       | 1-0               |
| 1-0                   | Brasil       | -                 | Cruzeiro          | 0-4               |
| Riposa: Rio Branco-ES |              |                   |                   |                   |

| 3ª giornata         | 3ª giornata     | 3ª giornata     | 3ª giornata       | 3ª giornata       |                   |
| 4 e 5 feb. 1984     | 4 e 5 feb. 1984 | 4 e 5 feb. 1984 | 19 e 26 feb. 1984 | 19 e 26 feb. 1984 | 19 e 26 feb. 1984 |
| ------------------- | --------------- | --------------- | ----------------- | ----------------- | ----------------- |
| 1-3                 | Cruzeiro        | -               | Rio Branco-ES     | 5-1               |                   |
| 1-1                 | América-RJ      | -               | Brasil            | 1-1               |                   |
| Riposa: Atlético-PR |                 |                 |                   |                   |                   |

| 4ª giornata        | 4ª giornata   | 4ª giornata       | 4ª giornata       | 4ª giornata       |
| 8 feb. 1984        | 8 feb. 1984   | 15 e 26 feb. 1984 | 15 e 26 feb. 1984 | 15 e 26 feb. 1984 |
| ------------------ | ------------- | ----------------- | ----------------- | ----------------- |
| 1-0                | Rio Branco-ES | -                 | Brasil            | 1-3               |
| 3-2                | Atlético-PR   | -                 | Cruzeiro          | 2-2               |
| Riposa: América-RJ |               |                   |                   |                   |

| 5ª giornata      | 5ª giornata   | 5ª giornata  | 5ª giornata  | 5ª giornata  |
| 12 feb. 1984     | 12 feb. 1984  | 29 feb. 1984 | 29 feb. 1984 | 29 feb. 1984 |
| ---------------- | ------------- | ------------ | ------------ | ------------ |
| 1-1              | Brasil        | -            | Atlético-PR  | 0-0          |
| 2-1              | Rio Branco-ES | -            | América-RJ   | 1-3          |
| Riposa: Cruzeiro |               |              |              |              |

#### Classifica
| Pos. | Squadra           | Pt | G | V | N | P | GF | GS | DR |
| ---- | ----------------- | -- | - | - | - | - | -- | -- | -- |
| 1    | America-RJ        | 11 | 8 | 4 | 3 | 1 | 11 | 7  | +4 |
| 2    | Athl. Paranaense  | 9  | 8 | 3 | 3 | 2 | 10 | 8  | +2 |
| 3    | Brasil de Pelotas | 8  | 8 | 2 | 4 | 2 | 7  | 9  | -2 |
| 4    | Rio Branco-ES     | 6  | 8 | 3 | 0 | 5 | 10 | 17 | -7 |
| 5    | Cruzeiro          | 6  | 8 | 2 | 2 | 4 | 16 | 13 | +3 |

#### Verdetti
- América-RJ, Atlético Paranaense e Brasil qualificati al secondo turno.
- Rio Branco-ES accede ai ripescaggi.

### Gruppo G

#### Risultati
| 1ª giornata         | 1ª giornata  | 1ª giornata       | 1ª giornata       | 1ª giornata       |
| 29 gen. 1984        | 29 gen. 1984 | 26 e 29 feb. 1984 | 26 e 29 feb. 1984 | 26 e 29 feb. 1984 |
| ------------------- | ------------ | ----------------- | ----------------- | ----------------- |
| 0-0                 | Anapolina    | -                 | Operário-MT       | 1-6               |
| 0-0                 | Joinville    | -                 | Internacional     | 1-1               |
| Riposa: Corinthians |              |                   |                   |                   |

| 2ª giornata       | 2ª giornata      | 2ª giornata       | 2ª giornata       | 2ª giornata       |
| 1º e 3 feb. 1984  | 1º e 3 feb. 1984 | 15 e 22 feb. 1984 | 15 e 22 feb. 1984 | 15 e 22 feb. 1984 |
| ----------------- | ---------------- | ----------------- | ----------------- | ----------------- |
| 5-0               | Internacional    | -                 | Anapolina         | 1-1               |
| 0-0               | Corinthians      | -                 | Operário-MT       | 4-0               |
| Riposa: Joinville |                  |                   |                   |                   |

| 3ª giornata           | 3ª giornata | 3ª giornata       | 3ª giornata       | 3ª giornata       |
| 5 feb. 1984           | 5 feb. 1984 | 15 e 29 feb. 1984 | 15 e 29 feb. 1984 | 15 e 29 feb. 1984 |
| --------------------- | ----------- | ----------------- | ----------------- | ----------------- |
| 1-0                   | Operário-MT | -                 | Joinville         | 1-2               |
| 1-0                   | Corinthians | -                 | Anapolina         | 0-0               |
| Riposa: Internacional |             |                   |                   |                   |

| 4ª giornata       | 4ª giornata     | 4ª giornata     | 4ª giornata   | 4ª giornata  |
| 8 e 9 feb. 1984   | 8 e 9 feb. 1984 | 8 e 9 feb. 1984 | 19 feb. 1984  | 19 feb. 1984 |
| ----------------- | --------------- | --------------- | ------------- | ------------ |
| 2-2               | Operário-MT     | -               | Internacional | 0-2          |
| 2-1               | Joinville       | -               | Corinthians   | 1-2          |
| Riposa: Anapolina |                 |                 |               |              |

| 5ª giornata         | 5ª giornata   | 5ª giornata       | 5ª giornata       | 5ª giornata       |
| 12 feb. 1984        | 12 feb. 1984  | 23 e 26 feb. 1984 | 23 e 26 feb. 1984 | 23 e 26 feb. 1984 |
| ------------------- | ------------- | ----------------- | ----------------- | ----------------- |
| 1-0                 | Anapolina     | -                 | Joinville         | 0-0               |
| 1-1                 | Internacional | -                 | Corinthians       | 0-0               |
| Riposa: Operário-MT |               |                   |                   |                   |

#### Classifica
| Pos. | Squadra       | Pt | G | V | N | P | GF | GS | DR  |
| ---- | ------------- | -- | - | - | - | - | -- | -- | --- |
| 1    | Corinthians   | 10 | 8 | 3 | 4 | 1 | 9  | 4  | +5  |
| 2    | Internacional | 10 | 8 | 2 | 6 | 0 | 12 | 5  | +7  |
| 3    | CEOV          | 7  | 8 | 2 | 3 | 3 | 10 | 11 | -1  |
| 4    | Joinville     | 7  | 8 | 2 | 3 | 3 | 6  | 7  | -1  |
| 5    | Anapolina     | 6  | 8 | 1 | 4 | 3 | 3  | 13 | -10 |

#### Verdetti
- Corinthians, Internacional e Operário-MT qualificati al secondo turno.
- Joinville accede ai ripescaggi.

### Gruppo H

#### Risultati
| 1ª giornata      | 1ª giornata     | 1ª giornata       | 1ª giornata       | 1ª giornata       |
| 29 gen. 1984     | 29 gen. 1984    | 18 e 19 feb. 1984 | 18 e 19 feb. 1984 | 18 e 19 feb. 1984 |
| ---------------- | --------------- | ----------------- | ----------------- | ----------------- |
| 0-0              | Santa Cruz      | -                 | Portuguesa        | 0-0               |
| 4-2              | Auto Esporte-PI | -                 | Moto Club         | 1-0               |
| Riposa: Botafogo |                 |                   |                   |                   |

| 2ª giornata       | 2ª giornata     | 2ª giornata       | 2ª giornata       | 2ª giornata       |
| 1º feb. 1984      | 1º feb. 1984    | 25 e 26 feb. 1984 | 25 e 26 feb. 1984 | 25 e 26 feb. 1984 |
| ----------------- | --------------- | ----------------- | ----------------- | ----------------- |
| 0-1               | Portuguesa      | -                 | Botafogo          | 0-0               |
| 0-1               | Auto Esporte-PI | -                 | Santa Cruz        | 1-3               |
| Riposa: Moto Club |                 |                   |                   |                   |

| 3ª giornata             | 3ª giornata | 3ª giornata | 3ª giornata  | 3ª giornata  |
| 5 feb. 1984             | 5 feb. 1984 |             | 29 feb. 1984 | 29 feb. 1984 |
| ----------------------- | ----------- | ----------- | ------------ | ------------ |
| 0-1                     | Botafogo    | -           | Santa Cruz   | 2-1          |
| 0-1                     | Moto Club   | -           | Portuguesa   | 0-2          |
| Riposa: Auto Esporte-PI |             |             |              |              |

| 4ª giornata        | 4ª giornata     | 4ª giornata     | 4ª giornata     | 4ª giornata  |
| 8 e 9 feb. 1984    | 8 e 9 feb. 1984 | 8 e 9 feb. 1984 | 15 feb. 1984    | 15 feb. 1984 |
| ------------------ | --------------- | --------------- | --------------- | ------------ |
| 3-1                | Santa Cruz      | -               | Moto Club       | 2-2          |
| 2-0                | Botafogo        | -               | Auto Esporte-PI | 2-1          |
| Riposa: Portuguesa |                 |                 |                 |              |

| 5ª giornata        | 5ª giornata  | 5ª giornata | 5ª giornata     | 5ª giornata  |
| 12 feb. 1984       | 12 feb. 1984 |             | 22 feb. 1984    | 22 feb. 1984 |
| ------------------ | ------------ | ----------- | --------------- | ------------ |
| 1-1                | Moto Club    | -           | Botafogo        | 1-0          |
| 5-0                | Portuguesa   | -           | Auto Esporte-PI | 2-3          |
| Riposa: Santa Cruz |              |             |                 |              |

#### Classifica
| Pos. | Squadra         | Pt | G | V | N | P | GF | GS | DR |
| ---- | --------------- | -- | - | - | - | - | -- | -- | -- |
| 1    | Santa Cruz      | 11 | 8 | 4 | 3 | 1 | 11 | 6  | +5 |
| 2    | Botafogo        | 10 | 8 | 4 | 2 | 2 | 8  | 5  | +3 |
| 3    | Portuguesa      | 9  | 8 | 3 | 3 | 2 | 10 | 4  | +6 |
| 4    | Auto Esporte-PI | 6  | 8 | 3 | 0 | 5 | 10 | 17 | -7 |
| 5    | Moto Club       | 4  | 8 | 1 | 2 | 5 | 7  | 14 | -7 |

#### Verdetti
- Santa Cruz, Botafogo e Portuguesa qualificati al secondo turno.
- Auto Esporte-PI accede ai ripescaggi.

## Ripescaggi
| \| 2 mar. 1984 \| 2 mar. 1984 \| 2 mar. 1984 \| 2 mar. 1984 \| \| ----------- \| ----------- \| --------------- \| ----------- \| \| Tuna Luso \| - \| Treze \| 0-1 \| \| Coritiba \| - \| Ferroviário \| 3-1 \| \| Goiás \| - \| Rio Branco \| 2-1 \| \| Joinville \| - \| Auto Esporte-PI \| 2-0 \| |   |                 |     |
| 2 mar. 1984 |   |                 |     |
| Tuna Luso | - | Treze           | 0-1 |
| Coritiba | - | Ferroviário     | 3-1 |
| Goiás | - | Rio Branco      | 2-1 |
| Joinville | - | Auto Esporte-PI | 2-0 |

### Verdetti
- Treze, Coritiba, Goiás e Joinville qualificati al secondo turno.

## Secondo turno

### Gruppo I

#### Risultati
| 1ª giornata  | 1ª giornata  | 1ª giornata       | 1ª giornata       | 1ª giornata       |
| 11 mar. 1984 | 11 mar. 1984 | 21 e 22 mar. 1984 | 21 e 22 mar. 1984 | 21 e 22 mar. 1984 |
| ------------ | ------------ | ----------------- | ----------------- | ----------------- |
| 1-1          | Bahia        | -                 | Fluminense        | 1-3               |
| 2-2          | Goiás        | -                 | San Paolo         | 2-3               |

| 2ª giornata  | 2ª giornata  | 2ª giornata | 2ª giornata  | 2ª giornata  |
| 14 mar. 1984 | 14 mar. 1984 |             | 1º apr. 1984 | 1º apr. 1984 |
| ------------ | ------------ | ----------- | ------------ | ------------ |
| 0-0          | Bahia        | -           | San Paolo    | 0-2          |
| 3-0          | Fluminense   | -           | Goiás        | 0-3          |

| 3ª giornata  | 3ª giornata  | 3ª giornata | 3ª giornata  | 3ª giornata  |
| 18 mar. 1984 | 18 mar. 1984 |             | 25 mar. 1984 | 25 mar. 1984 |
| ------------ | ------------ | ----------- | ------------ | ------------ |
| 2-0          | Goiás        | -           | Bahia        | 2-1          |
| 0-2          | San Paolo    | -           | Fluminense   | 0-0          |

#### Classifica
| Pos. | Squadra    | Pt | G | V | N | P | GF | GS | DR |
| ---- | ---------- | -- | - | - | - | - | -- | -- | -- |
| 1    | Fluminense | 8  | 6 | 3 | 2 | 1 | 9  | 5  | +4 |
| 2    | Goiás      | 7  | 6 | 3 | 1 | 2 | 11 | 9  | +2 |
| 3    | San Paolo  | 7  | 6 | 2 | 3 | 1 | 7  | 6  | +1 |
| 4    | Bahia      | 2  | 6 | 0 | 2 | 4 | 3  | 10 | -7 |

#### Verdetti
- Fluminense e Goiás qualificati al terzo turno.

### Gruppo J

#### Risultati
| 1ª giornata  | 1ª giornata   | 1ª giornata | 1ª giornata  | 1ª giornata  |
| 11 mar. 1984 | 11 mar. 1984  |             | 1º apr. 1984 | 1º apr. 1984 |
| ------------ | ------------- | ----------- | ------------ | ------------ |
| 1-0          | Grêmio        | -           | Joinville    | 0-1          |
| 3-1          | Vasco da Gama | -           | Atlético-MG  | 0-1          |

| 2ª giornata  | 2ª giornata  | 2ª giornata       | 2ª giornata       | 2ª giornata       |
| 14 mar. 1984 | 14 mar. 1984 | 21 e 22 mar. 1984 | 21 e 22 mar. 1984 | 21 e 22 mar. 1984 |
| ------------ | ------------ | ----------------- | ----------------- | ----------------- |
| 1-1          | Joinville    | -                 | Atlético-MG       | 1-3               |
| 0-0          | Grêmio       | -                 | Vasco da Gama     | 0-1               |

| 3ª giornata  | 3ª giornata  | 3ª giornata | 3ª giornata   | 3ª giornata  |
| 18 mar. 1984 | 18 mar. 1984 |             | 25 mar. 1984  | 25 mar. 1984 |
| ------------ | ------------ | ----------- | ------------- | ------------ |
| 0-1          | Atlético-MG  | -           | Grêmio        | 0-1          |
| 1-0          | Joinville    | -           | Vasco da Gama | 0-6          |

#### Classifica
| Pos. | Squadra          | Pt | G | V | N | P | GF | GS | DR |
| ---- | ---------------- | -- | - | - | - | - | -- | -- | -- |
| 1    | Vasco da Gama    | 7  | 6 | 3 | 1 | 2 | 10 | 3  | +7 |
| 2    | Grêmio           | 7  | 6 | 3 | 1 | 2 | 3  | 2  | +1 |
| 3    | Atlético Mineiro | 5  | 6 | 2 | 1 | 3 | 6  | 7  | -1 |
| 4    | Joinville        | 5  | 6 | 2 | 1 | 3 | 4  | 11 | -7 |

#### Verdetti
- Vasco da Gama e Grêmio qualificati al terzo turno.

### Gruppo K

#### Risultati
| 1ª giornata  | 1ª giornata  | 1ª giornata | 1ª giornata  | 1ª giornata  |
| 11 mar. 1984 | 11 mar. 1984 |             | 30 mar. 1984 | 30 mar. 1984 |
| ------------ | ------------ | ----------- | ------------ | ------------ |
| 1-0          | CRB          | -           | Palmeiras    | 0-7          |
| 1-1          | Santos       | -           | Fortaleza    | 4-1          |

| 2ª giornata  | 2ª giornata  | 2ª giornata | 2ª giornata  | 2ª giornata  |
| 14 mar. 1984 | 14 mar. 1984 |             | 21 mar. 1984 | 21 mar. 1984 |
| ------------ | ------------ | ----------- | ------------ | ------------ |
| 0-0          | CRB          | -           | Santos       | 0-2          |
| 0-1          | Palmeiras    | -           | Fortaleza    | 3-3          |

| 3ª giornata       | 3ª giornata       | 3ª giornata       | 3ª giornata  | 3ª giornata  |
| 17 e 18 mar. 1984 | 17 e 18 mar. 1984 | 17 e 18 mar. 1984 | 25 mar. 1984 | 25 mar. 1984 |
| ----------------- | ----------------- | ----------------- | ------------ | ------------ |
| 2-2               | Palmeiras         | -                 | Santos       | 3-2          |
| 1-0               | Fortaleza         | -                 | CRB          | 0-0          |

#### Classifica
| Pos. | Squadra   | Pt | G | V | N | P | GF | GS | DR |
| ---- | --------- | -- | - | - | - | - | -- | -- | -- |
| 1    | Santos    | 7  | 6 | 2 | 3 | 1 | 11 | 7  | +4 |
| 2    | Fortaleza | 7  | 6 | 2 | 3 | 1 | 7  | 8  | -1 |
| 3    | Palmeiras | 6  | 6 | 2 | 2 | 2 | 15 | 9  | +6 |
| 4    | CRB       | 4  | 6 | 1 | 2 | 3 | 1  | 10 | -9 |

#### Verdetti
- Santos e Fortaleza qualificati al terzo turno.

### Gruppo L

#### Risultati
| 1ª giornata  | 1ª giornata  | 1ª giornata | 1ª giornata  | 1ª giornata  |
| 11 mar. 1984 | 11 mar. 1984 |             | 1º apr. 1984 | 1º apr. 1984 |
| ------------ | ------------ | ----------- | ------------ | ------------ |
| 5-0          | Atlético-PR  | -           | ABC          | 0-1          |
| 0-1          | Santo André  | -           | Operário-MS  | 2-0          |

| 2ª giornata  | 2ª giornata  | 2ª giornata | 2ª giornata  | 2ª giornata  |
| 14 mar. 1984 | 14 mar. 1984 |             | 21 mar. 1984 | 21 mar. 1984 |
| ------------ | ------------ | ----------- | ------------ | ------------ |
| 2-2          | ABC          | -           | Operário-MS  | 0-1          |
| 3-2          | Atlético-PR  | -           | Santo André  | 0-0          |

| 3ª giornata  | 3ª giornata  | 3ª giornata | 3ª giornata  | 3ª giornata  |
| 18 mar. 1984 | 18 mar. 1984 |             | 25 mar. 1984 | 25 mar. 1984 |
| ------------ | ------------ | ----------- | ------------ | ------------ |
| 2-4          | ABC          | -           | Santo André  | 0-2          |
| 1-0          | Operário-MS  | -           | Atlético-PR  | 0-1          |

#### Classifica
| Pos. | Squadra          | Pt | G | V | N | P | GF | GS | DR |
| ---- | ---------------- | -- | - | - | - | - | -- | -- | -- |
| 1    | Athl. Paranaense | 7  | 6 | 3 | 1 | 2 | 9  | 4  | +5 |
| 2    | Santo André      | 7  | 6 | 3 | 1 | 2 | 10 | 6  | +4 |
| 3    | Operário-MS      | 7  | 6 | 3 | 1 | 2 | 5  | 5  | 0  |
| 4    | ABC              | 3  | 6 | 1 | 1 | 4 | 5  | 14 | -9 |

#### Verdetti
- Atlético Paranaense, Santo André e Operário-MS[3] qualificati al terzo turno.

### Gruppo M

#### Risultati
| 1ª giornata       | 1ª giornata       | 1ª giornata       | 1ª giornata   | 1ª giornata  |
| 10 e 11 mar. 1984 | 10 e 11 mar. 1984 | 10 e 11 mar. 1984 | 21 mar. 1984  | 21 mar. 1984 |
| ----------------- | ----------------- | ----------------- | ------------- | ------------ |
| 3-0               | Flamengo          | -                 | Brasil        | 0-1          |
| 0-0               | Portuguesa        | -                 | Internacional | 1-0          |

| 2ª giornata       | 2ª giornata       | 2ª giornata       | 2ª giornata   | 2ª giornata  |
| 14 e 15 mar. 1984 | 14 e 15 mar. 1984 | 14 e 15 mar. 1984 | 24 mar. 1984  | 24 mar. 1984 |
| ----------------- | ----------------- | ----------------- | ------------- | ------------ |
| 1-0               | Brasil            | -                 | Internacional | 1-1          |
| 0-1               | Portuguesa        | -                 | Flamengo      | 1-1          |

| 3ª giornata  | 3ª giornata   | 3ª giornata | 3ª giornata  | 3ª giornata  |
| 18 mar. 1984 | 18 mar. 1984  |             | 1º apr. 1984 | 1º apr. 1984 |
| ------------ | ------------- | ----------- | ------------ | ------------ |
| 0-1          | Brasil        | -           | Portuguesa   | 1-4          |
| 4-0          | Internacional | -           | Flamengo     | 0-2          |

#### Classifica
| Pos. | Squadra           | Pt | G | V | N | P | GF | GS | DR |
| ---- | ----------------- | -- | - | - | - | - | -- | -- | -- |
| 1    | Portuguesa        | 8  | 6 | 3 | 2 | 1 | 7  | 3  | +4 |
| 2    | Flamengo          | 7  | 6 | 3 | 1 | 5 | 7  | 6  | +1 |
| 3    | Brasil de Pelotas | 5  | 6 | 2 | 1 | 3 | 4  | 9  | -5 |
| 4    | Internacional     | 4  | 6 | 1 | 2 | 3 | 5  | 5  | 0  |

#### Verdetti
- Portuguesa e Flamengo qualificati al terzo turno.

### Gruppo N

#### Risultati
| 1ª giornata  | 1ª giornata  | 1ª giornata | 1ª giornata  | 1ª giornata  |
| 11 mar. 1984 | 11 mar. 1984 |             | 1º apr. 1984 | 1º apr. 1984 |
| ------------ | ------------ | ----------- | ------------ | ------------ |
| 0-1          | América-RJ   | -           | Coritiba     | 2-3          |
| 1-1          | Operário-MT  | -           | Botafogo     | 1-0          |

| 2ª giornata       | 2ª giornata       | 2ª giornata       | 2ª giornata  | 2ª giornata  |
| 14 e 15 mar. 1984 | 14 e 15 mar. 1984 | 14 e 15 mar. 1984 | 21 mar. 1984 | 21 mar. 1984 |
| ----------------- | ----------------- | ----------------- | ------------ | ------------ |
| 3-1               | América-RJ        | -                 | Operário-MT  | 4-1          |
| 3-1               | Botafogo          | -                 | Coritiba     | 1-1          |

| 3ª giornata  | 3ª giornata  | 3ª giornata       | 3ª giornata       | 3ª giornata       |
| 18 mar. 1984 | 18 mar. 1984 | 24 e 25 mar. 1984 | 24 e 25 mar. 1984 | 24 e 25 mar. 1984 |
| ------------ | ------------ | ----------------- | ----------------- | ----------------- |
| 0-0          | Botafogo     | -                 | América-RJ        | 1-2               |
| 2-0          | Coritiba     | -                 | Operário-MT       | 0-2               |

#### Classifica
| Pos. | Squadra    | Pt | G | V | N | P | GF | GS | DR |
| ---- | ---------- | -- | - | - | - | - | -- | -- | -- |
| 1    | Coritiba   | 7  | 6 | 3 | 1 | 2 | 8  | 8  | 0  |
| 2    | America-RJ | 7  | 6 | 3 | 1 | 2 | 11 | 7  | +4 |
| 3    | Botafogo   | 5  | 6 | 2 | 1 | 3 | 6  | 10 | -4 |
| 4    | CEOV       | 5  | 6 | 2 | 1 | 3 | 6  | 6  | 0  |

#### Verdetti
- Coritiba e América-RJ qualificati al terzo turno.

### Gruppo O

#### Risultati
| 1ª giornata  | 1ª giornata  | 1ª giornata | 1ª giornata  | 1ª giornata  |
| 11 mar. 1984 | 11 mar. 1984 |             | 1º apr. 1984 | 1º apr. 1984 |
| ------------ | ------------ | ----------- | ------------ | ------------ |
| 4-0          | Corinthians  | -           | Náutico      | 1-5          |
| 1-1          | Santa Cruz   | -           | Treze        | 1-0          |

| 2ª giornata  | 2ª giornata  | 2ª giornata | 2ª giornata  | 2ª giornata  |
| 14 mar. 1984 | 14 mar. 1984 |             | 21 mar. 1984 | 21 mar. 1984 |
| ------------ | ------------ | ----------- | ------------ | ------------ |
| 1-1          | Santa Cruz   | -           | Corinthians  | 0-1          |
| 0-1          | Treze        | -           | Náutico      | 0-1          |

| 3ª giornata  | 3ª giornata  | 3ª giornata       | 3ª giornata       | 3ª giornata       |
| 18 mar. 1984 | 18 mar. 1984 | 24 e 25 mar. 1984 | 24 e 25 mar. 1984 | 24 e 25 mar. 1984 |
| ------------ | ------------ | ----------------- | ----------------- | ----------------- |
| 0-0          | Treze        | -                 | Corinthians       | 1-1               |
| 1-1          | Náutico      | -                 | Santa Cruz        | 0-2               |

#### Classifica
| Pos. | Squadra     | Pt | G | V | N | P | GF | GS | DR |
| ---- | ----------- | -- | - | - | - | - | -- | -- | -- |
| 1    | Náutico     | 7  | 6 | 3 | 1 | 2 | 8  | 8  | 0  |
| 2    | Corinthians | 7  | 6 | 2 | 3 | 1 | 8  | 7  | +1 |
| 3    | Santa Cruz  | 7  | 6 | 2 | 3 | 1 | 6  | 4  | +2 |
| 4    | Treze       | 3  | 6 | 0 | 3 | 3 | 2  | 5  | -3 |

#### Verdetti
- Náutico e Corinthians qualificati al terzo turno.

## Terzo turno

### Gruppo P

#### Risultati
| 1ª giornata     | 1ª giornata     | 1ª giornata     | 1ª giornata  | 1ª giornata  |
| 7 e 8 apr. 1984 | 7 e 8 apr. 1984 | 7 e 8 apr. 1984 | 25 apr. 1984 | 25 apr. 1984 |
| --------------- | --------------- | --------------- | ------------ | ------------ |
| 1-0             | Fluminense      | -               | Santo André  | 1-1          |
| 1-1             | Operário-MS     | -               | Portuguesa   | 2-3          |

| 2ª giornata  | 2ª giornata  | 2ª giornata | 2ª giornata  | 2ª giornata  |
| 11 apr. 1984 | 11 apr. 1984 |             | 18 apr. 1984 | 18 apr. 1984 |
| ------------ | ------------ | ----------- | ------------ | ------------ |
| 0-0          | Operário-MS  | -           | Fluminense   | 0-2          |
| 1-1          | Portuguesa   | -           | Santo André  | 0-0          |

| 3ª giornata  | 3ª giornata  | 3ª giornata       | 3ª giornata       | 3ª giornata       |
| 15 apr. 1984 | 15 apr. 1984 | 21 e 22 apr. 1984 | 21 e 22 apr. 1984 | 21 e 22 apr. 1984 |
| ------------ | ------------ | ----------------- | ----------------- | ----------------- |
| 0-1          | Portuguesa   | -                 | Fluminense        | 2-4               |
| 1-1          | Santo André  | -                 | Operário-MS       | 0-1               |

#### Classifica
| Pos. | Squadra     | Pt | G | V | N | P | GF | GS | DR |
| ---- | ----------- | -- | - | - | - | - | -- | -- | -- |
| 1    | Fluminense  | 7  | 6 | 3 | 1 | 2 | 8  | 8  | 0  |
| 2    | Portuguesa  | 7  | 6 | 2 | 3 | 1 | 8  | 7  | +1 |
| 3    | Operário-MS | 7  | 6 | 2 | 3 | 1 | 6  | 4  | +2 |
| 4    | Santo André | 3  | 6 | 0 | 3 | 3 | 2  | 5  | -3 |

#### Verdetti
- Fluminense e Portuguesa qualificati ai quarti di finale.

### Gruppo Q

#### Risultati
| 1ª giornata | 1ª giornata | 1ª giornata | 1ª giornata   | 1ª giornata  |
| 8 apr. 1984 | 8 apr. 1984 |             | 25 apr. 1984  | 25 apr. 1984 |
| ----------- | ----------- | ----------- | ------------- | ------------ |
| 1-1         | Fortaleza   | -           | Coritiba      | 1-2          |
| 0-0         | Uberlândia  | -           | Vasco da Gama | 0-1          |

| 2ª giornata  | 2ª giornata   | 2ª giornata | 2ª giornata  | 2ª giornata  |
| 11 apr. 1984 | 11 apr. 1984  |             | 18 apr. 1984 | 18 apr. 1984 |
| ------------ | ------------- | ----------- | ------------ | ------------ |
| 1-0          | Uberlândia    | -           | Fortaleza    | 2-0          |
| 1-0          | Vasco da Gama | -           | Coritiba     | 0-0          |

| 3ª giornata  | 3ª giornata   | 3ª giornata | 3ª giornata  | 3ª giornata  |
| 15 apr. 1984 | 15 apr. 1984  |             | 22 apr. 1984 | 22 apr. 1984 |
| ------------ | ------------- | ----------- | ------------ | ------------ |
| 1-0          | Coritiba      | -           | Uberlândia   | 1-1          |
| 2-0          | Vasco da Gama | -           | Fortaleza    | 5-1          |

#### Classifica
| Pos. | Squadra       | Pt | G | V | N | P | GF | GS | DR  |
| ---- | ------------- | -- | - | - | - | - | -- | -- | --- |
| 1    | Vasco da Gama | 10 | 6 | 4 | 2 | 0 | 9  | 1  | +8  |
| 2    | Coritiba      | 7  | 6 | 2 | 3 | 1 | 5  | 4  | +1  |
| 3    | Uberlândia    | 6  | 6 | 2 | 2 | 2 | 4  | 3  | +1  |
| 4    | Fortaleza     | 1  | 6 | 0 | 1 | 5 | 3  | 13 | -10 |

#### Verdetti
- Vasco da Gama e Coritiba qualificati ai quarti di finale.

### Gruppo R

#### Risultati
| 1ª giornata     | 1ª giornata     | 1ª giornata     | 1ª giornata  | 1ª giornata  |
| 8 e 9 apr. 1984 | 8 e 9 apr. 1984 | 8 e 9 apr. 1984 | 18 apr. 1984 | 18 apr. 1984 |
| --------------- | --------------- | --------------- | ------------ | ------------ |
| 3-0             | Flamengo        | -               | América-RJ   | 0-0          |
| 4-2             | Santos          | -               | Náutico      | 0-1          |

| 2ª giornata  | 2ª giornata  | 2ª giornata | 2ª giornata  | 2ª giornata  |
| 12 apr. 1984 | 12 apr. 1984 |             | 25 apr. 1984 | 25 apr. 1984 |
| ------------ | ------------ | ----------- | ------------ | ------------ |
| 1-1          | América-RJ   | -           | Santos       | 0-1          |
| 2-0          | Flamengo     | -           | Náutico      | 1-2          |

| 3ª giornata  | 3ª giornata  | 3ª giornata | 3ª giornata  | 3ª giornata  |
| 15 apr. 1984 | 15 apr. 1984 |             | 22 apr. 1984 | 22 apr. 1984 |
| ------------ | ------------ | ----------- | ------------ | ------------ |
| 3-1          | Náutico      | -           | América-RJ   | 1-1          |
| 0-1          | Santos       | -           | Flamengo     | 2-2          |

#### Classifica
| Pos. | Squadra    | Pt | G | V | N | P | GF | GS | DR |
| ---- | ---------- | -- | - | - | - | - | -- | -- | -- |
| 1    | Flamengo   | 8  | 6 | 3 | 2 | 1 | 9  | 4  | +5 |
| 2    | Náutico    | 7  | 6 | 3 | 1 | 2 | 9  | 9  | 0  |
| 3    | Santos     | 6  | 6 | 2 | 2 | 2 | 8  | 7  | +1 |
| 4    | America-RJ | 3  | 6 | 0 | 3 | 3 | 3  | 9  | -6 |

#### Verdetti
- Flamengo e Náutico qualificati ai quarti di finale.

### Gruppo S

#### Risultati
| 1ª giornata | 1ª giornata | 1ª giornata | 1ª giornata  | 1ª giornata  |
| 8 apr. 1984 | 8 apr. 1984 |             | 25 apr. 1984 | 25 apr. 1984 |
| ----------- | ----------- | ----------- | ------------ | ------------ |
| 1-1         | Atlético-PR | -           | Corinthians  | 0-2          |
| 1-1         | Goiás       | -           | Grêmio       | 0-2          |

| 2ª giornata  | 2ª giornata  | 2ª giornata       | 2ª giornata       | 2ª giornata       |
| 11 apr. 1984 | 11 apr. 1984 | 18 e 19 apr. 1984 | 18 e 19 apr. 1984 | 18 e 19 apr. 1984 |
| ------------ | ------------ | ----------------- | ----------------- | ----------------- |
| 2-1          | Grêmio       | -                 | Corinthians       | 0-0               |
| 0-0          | Goiás        | -                 | Atlético-PR       | 1-2               |

| 3ª giornata       | 3ª giornata       | 3ª giornata       | 3ª giornata  | 3ª giornata  |
| 14 e 15 apr. 1984 | 14 e 15 apr. 1984 | 14 e 15 apr. 1984 | 22 apr. 1984 | 22 apr. 1984 |
| ----------------- | ----------------- | ----------------- | ------------ | ------------ |
| 5-0               | Corinthians       | -                 | Goiás        | 1-0          |
| 1-1               | Grêmio            | -                 | Atlético-PR  | 4-1          |

#### Classifica
| Pos. | Squadra          | Pt | G | V | N | P | GF | GS | DR |
| ---- | ---------------- | -- | - | - | - | - | -- | -- | -- |
| 1    | Grêmio           | 9  | 6 | 3 | 3 | 0 | 10 | 4  | +6 |
| 2    | Corinthians      | 8  | 6 | 3 | 2 | 1 | 10 | 3  | +7 |
| 3    | Athl. Paranaense | 5  | 6 | 1 | 3 | 2 | 5  | 9  | -4 |
| 4    | Goiás            | 2  | 6 | 0 | 2 | 4 | 2  | 11 | -9 |

#### Verdetti
- Grêmio e Corinthians qualificati ai quarti di finale.

## Fase finale
|  | Quarti di finale | Quarti di finale | Quarti di finale | Quarti di finale | Quarti di finale |  |  | Semifinali    | Semifinali    | Semifinali | Semifinali | Semifinali |   |   | Finale        | Finale        | Finale | Finale | Finale |  |
|  |                  |                  |                  |                  |                  |  |  |               |               |            |            |            |   |   |               |               |        |        |        |  |
|  | R2               | Náutico          | 2                | 1                | 3                |  |  |               |               |            |            |            |   |   |               |               |        |        |        |  |
|  | S1               | Grêmio           | 3                | 3                | 6                |  |  | Grêmio        | Grêmio        | 1          | 0          | 1          |   |   |               |               |        |        |        |  |
|  | P2               | Portuguesa       | 2                | 3                | 5                |  |  | Vasco da Gama | Vasco da Gama | 0          | 3          | 3          |   |   |               |               |        |        |        |  |
|  | Q1               | Vasco da Gama    | 5                | 4                | 9                |  |  |               |               |            |            |            |   |   | Vasco da Gama | Vasco da Gama | 0      | 0      | 0      |  |
|  | R1               | Flamengo         | 2                | 1                | 3                |  |  |               |               | Fluminense | Fluminense | 1          | 0 | 1 |               |               |        |        |        |  |
|  | S2               | Corinthians      | 0                | 4                | 4                |  |  | Corinthians   | Corinthians   | 0          | 0          | 0          |   |   |               |               |        |        |        |  |
|  | Q2               | Coritiba         | 2                | 0                | 2                |  |  | Fluminense    | Fluminense    | 2          | 0          | 2          |   |   |               |               |        |        |        |  |
|  | P1               | Fluminense       | 2                | 5                | 7                |  |  |               |               |            |            |            |   |   |               |               |        |        |        |  |

### Quarti di finale

#### Andata
| Arbitro: | Arppi Filho |

|                     |           |  |
| Élder 7’ Bebeto 53’ | Marcatori |  |

| Arbitro: | Aragão |

|                   |           |                             |
| Vavá 25’ Lela 76’ | Marcatori | 14’ Washington 50’ Romerito |

| Arbitro: | Wright |

|                                   |           |                                |
| Édson Gaúcho 5’ Baiano 62’ (rig.) | Marcatori | 15’ Caio 21’ Tarciso 79’ César |

| Arbitro: | Rosa Martins |

|                                      |           |                                                       |
| Gérson Sodré 32’ Mendonça 78’ (rig.) | Marcatori | 42’ 61’ Arturzinho 50’ Mário 75’ 84’ Roberto Dinamite |

#### Ritorno
| Arbitro: | Bernardoni |

|                                             |           |                                          |
| Roberto Dinamite 40’ 67’ 77’ Arturzinho 54’ | Marcatori | 3’ (aut.) Pires 34’ Toquinho 88’ Ramírez |

| Arbitro: | Félix |

|                                                 |           |                |
| Édson Gaúcho 13’ (aut.) Osvaldo 38’ Tarciso 75’ | Marcatori | 39’ Mirandinha |

| Arbitro: | Coelho |

|                                                  |           |                     |
| Biro-Biro 32’ Wladimir 38’ Edson 52’ Ataliba 59’ | Marcatori | 66’ (aut.) Paulinho |

| Arbitro: | Marques de Mesquita |

|                                                          |           |  |
| Assis 19’ Washington 23’ 75’ Renê Weber 82’ Romerito 90’ | Marcatori |  |

### Semifinali

#### Andata
| Arbitro: | Marques de Mesquita |

|             |           |  |
| Tarciso 79’ | Marcatori |  |

| Arbitro: | Félix |

|  |           |                    |
|  | Marcatori | 39’ Assis 84’ Tato |

#### Ritorno
| Arbitro: | Aragão |

|                                                |           |  |
| Marquinho Carioca 10’ Roberto Dinamite 64’ 75’ | Marcatori |  |

| Rio de Janeiro 20 maggio 1984 | Fluminense  | 0 – 0 referto | Corinthians | Maracanã (118.370 spett.)\| Arbitro: \| Arppi Filho \| |
| Arbitro:                      | Arppi Filho |               |             |                                                        |

### Finale

#### Andata
| Arbitro: | Félix |

| |            | |
| | Marcatori  | 23’ Romerito |
| · Roberto Costa P · Edevaldo D · Ivan D · González D · Aírton D · Pires C · Arturzinho C · Mário C · Geovani Silva C · Mauricinho A · Jussiê A · Roberto Dinamite A · Marquinho Carioca A | Formazioni | · P Paulo Vítor · D Aldo · D Duílio · D Ricardo Gomes · D Renato Martins · C Jandir · C Delei · C Renê Weber · C Assis · A Romerito · A Washington · A Wilsinho · A Tato |
| Edu | Allenatori | Parreira |

#### Ritorno
| Arbitro: | Arppi Filho |

| |            | |
| · Paulo Vítor P · Aldo D · Duílio D · Ricardo Gomes D · Branco D · Jandir C · Delei C · Assis C · Romerito A · Washington A · Tato A | Formazioni | · P Roberto Costa · D Edevaldo · D Ivan · D González · D Aírton · C Pires · C Arturzinho · C Mário · A Jussiê · A Marcelo · A Roberto Dinamite · A Marquinho Carioca |
| Parreira | Allenatori | Edu |

### Verdetti
- Fluminense campione del Brasile 1984.
- Fluminense e Vasco da Gama qualificati per la Coppa Libertadores 1985.

## Classifica marcatori
| Pos. | Giocatore        | Squadra       | Gol |
| ---- | ---------------- | ------------- | --- |
| 1    | Roberto Dinamite | Vasco da Gama | 16  |
| 2    | Arturzinho       | Vasco da Gama | 14  |
| 3    | Luisinho         | America-RJ    | 12  |
| 3    | Serginho Chulapa | Santos        | 12  |
| 5    | Lela             | Coritiba      | 10  |
| 5    | Lima             | Operário-MS   | 10  |
| 5    | Tarciso          | Grêmio        | 10  |
| 8    | Assis            | Fluminense    | 9   |
| 8    | Baiano           | Náutico       | 9   |
| 8    | Reinaldo Xavier  | Palmeiras     | 9   |
| 8    | Washington       | Fluminense    | 9   |